# Allan C. Carlson

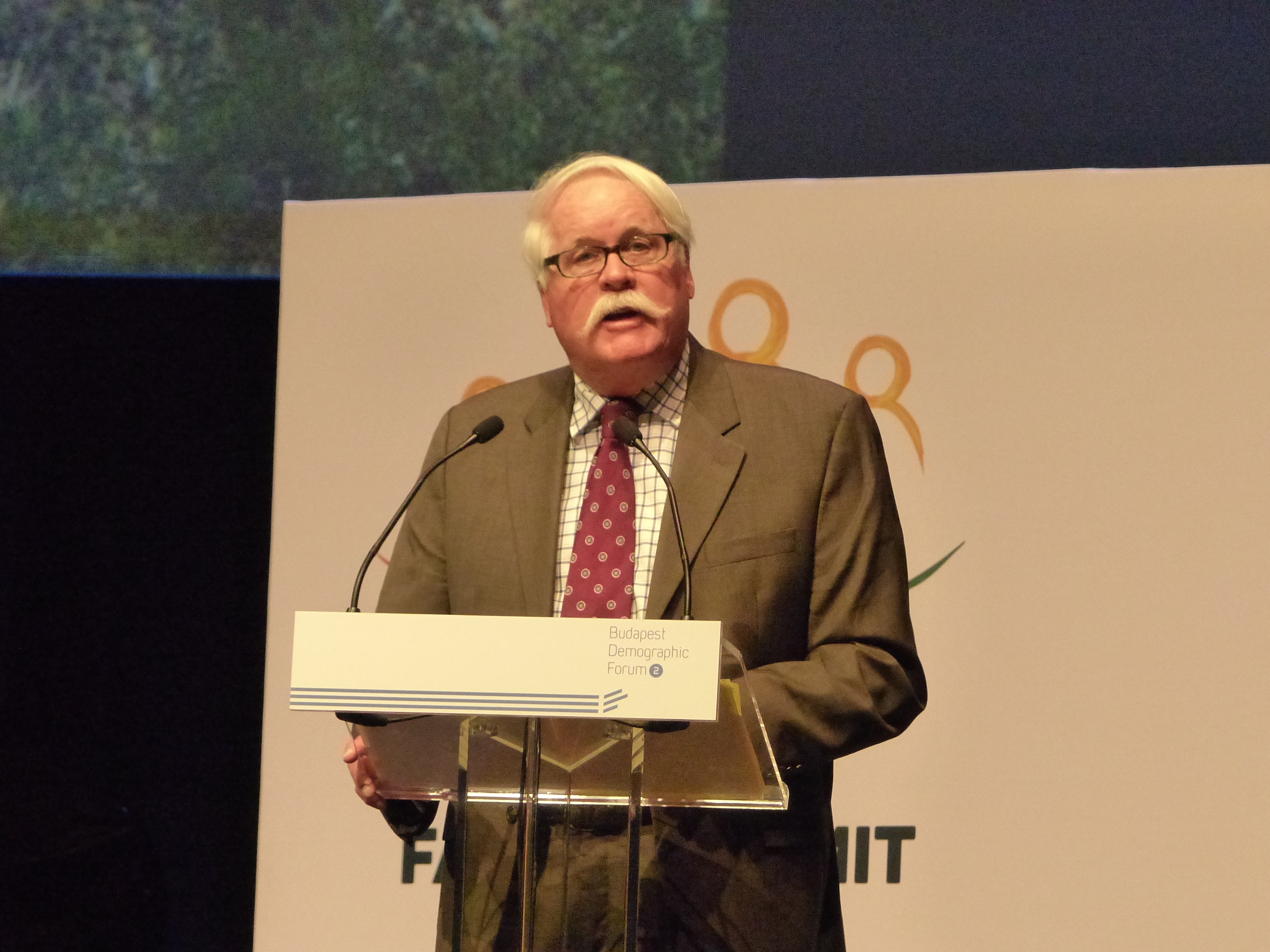
Allan C. Carlson exponiendo en el Foro Demográfico de Budapest en 2017

Allan C. Carlson (nacido en 1949 en Des Moines, Iowa) es un erudito y exprofesor de historia en Hillsdale College en Hillsdale (Míchigan). Es presidente emérito del Centro Howard para la Familia, la Religión y la Sociedad (Howard Center for Family, Religion and Society), exdirector del Centro de Estudios de la Familia en América (Family in America Studies Center), fundador y Secretario Internacional durante mucho tiempo del Congreso Mundial de Familias (World Congress of Families) y editor de The Natural Family: An International Journal of Research and Policy newsletter. También es expresidente del Instituto Rockford (en:Rockford Institute).